# Rastrum

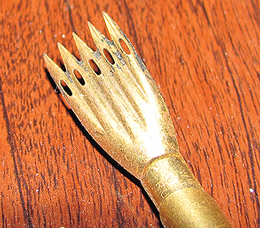
Rastrum de un pentagrama.

Rastrum Musical

Un rastrum  (o rastra ) es un instrumento de escritura de cinco puntas utilizado en manuscritos de música para dibujar líneas de pentagrama paralelas cuando se dibuja horizontalmente en una hoja de papel en blanco para partituras .  La palabra "rastrum"  significa en latín "rastrillo".  Los rastra se utilizaron para trazar líneas en papel que no había sido pre-impreso, y se utilizaron ampliamente en Europa hasta que el papel de pentagrama impreso se hizo barato y común en el siglo XIX.  Algunos rastra son capaces de trazar más de un pentagrama a la vez.  La rastrología , el estudio del uso del rastrum , es una rama de los estudios del manuscrito de la música que utiliza la información sobre el rastrum  para ayudar a encontrar la fecha y la procedencia de materiales musicales.

## Variantes modernas

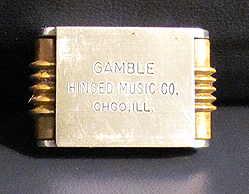
Rastrum de rodillo

Rastrum  del tipo del rodillo que puede dibujar dos tamaños del pentagrama.
En los últimos años, se han comercializado rastrum de cinco bolígrafos  para estudiantes y compositores.
Era común en las escuelas primarias y secundarias utilizar rastrums de tiza en una pizarra para la educación musical.  Pueden llamarse forros del pentagrama.  Una alternativa es utilizar una pizarra para tiza con líneas de pentagrama pregrabadas.
Algunos rastrum tienen marcadores para uso en pizarras blancas .
Otra variante es el llamado "Stravigor", un instrumento con ruedas que Stravinsky intentó patentar alrededor de 1911.   Él los utilizó extensivamente en sus cuadernos de composición.